# Helga Haugland Byfuglien

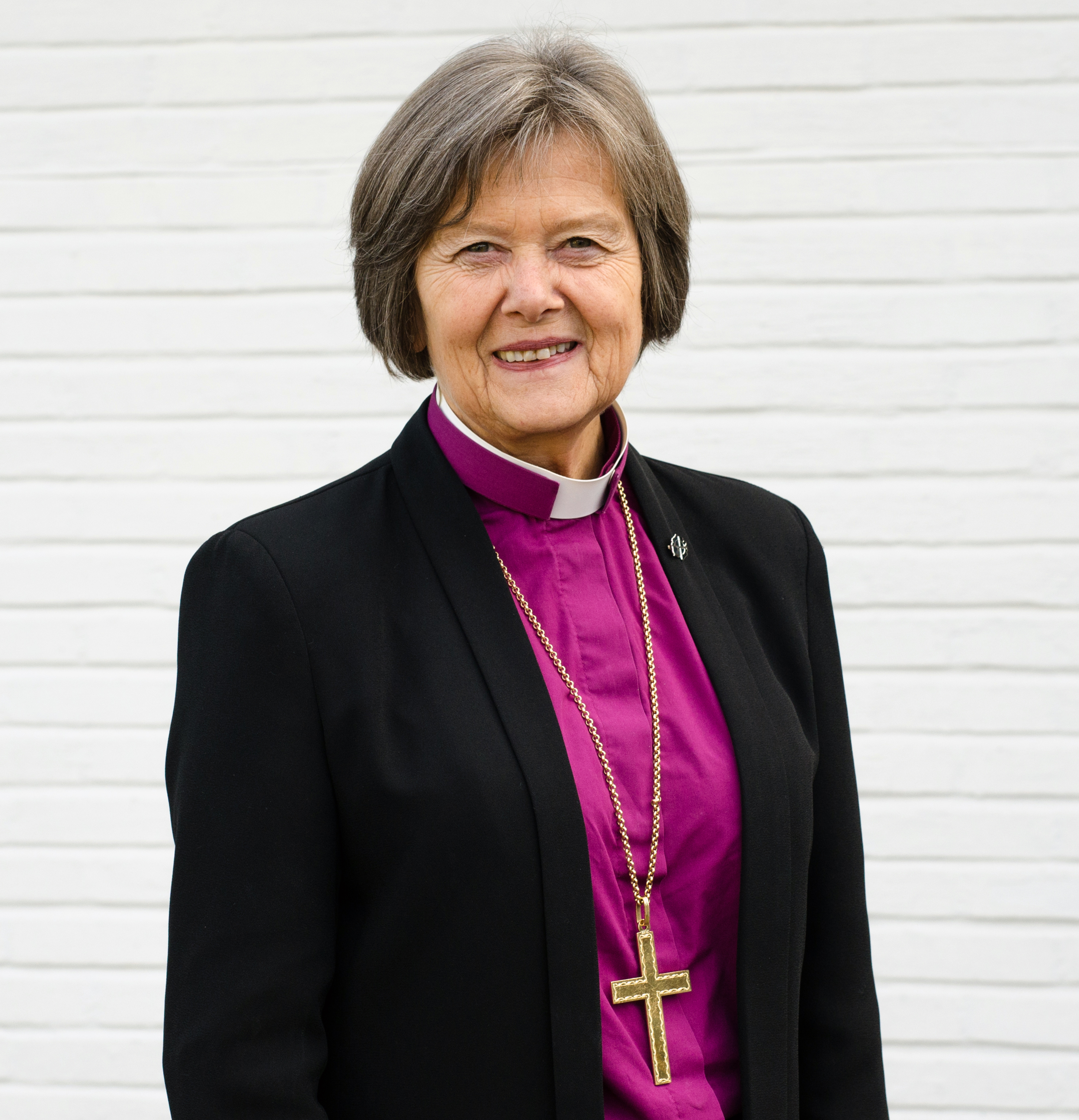
Helga Haugland Byfuglien, 2015

Helga Haugland Byfuglien (* 22. Juni 1950 in Bergen) ist emeritierte Bischöfin der evangelischen Norwegischen Kirche. Von 2011 bis zu ihrem Ruhestand 2020 war sie Präses der norwegischen Bischofskonferenz (norw. preses i bispemøtet).
Byfuglien arbeitete von 1978 bis 1993 als Pastorin, erst im Trondheimer Stadtteil Kolstad, dann in Ås. Anschließend war sie für vier Jahre Bischofsvikarin (stiftskapellan) im Bistum Borg (östlich von Oslo). Nach einer Zeit als Generalsekretärin des norwegischen CVJM wurde sie am 11. Dezember 2005 zur Bischöfin von Borg geweiht.
Die norwegische Bischofskonferenz wählte sie am 21. Oktober 2010 zur Vorsitzenden. Als Bestandteil einer umfassenden Kirchenreform erhielt die Bischofskonferenz kurz darauf einen festen Vorsitzenden. Für ihn wurde die Position eines zwölften Bischofs eingerichtet, dem nur die fünf Kirchspiele der Propstei am Nidarosdom in Trondheim direkt untergeordnet sind. Byfuglien wurde am 25. März 2011 von der norwegischen Regierung als Präses bestätigt.
Von 2010 bis 2017 war Byfuglien eine von sieben Vizepräsidenten des Lutherischen Weltbundes. Im Februar 2020 wurde sie mit dem Sankt-Olav-Orden ausgezeichnet.